# Стефан Абаджиєв
Стефан Абаджиєв (болг. Стефан Абаджиев; 12 серпня 1934, Софія — 13 березня 2024) — колишній болгарський футболіст, тренер.
Граючи за Левскі, провів 254 матчі у чемпіонаті Болгарії, 41 у Кубку Болгарії і 4 матчі у єврокубках. 1969 року переїхав до Німеччини, де виступав протягом одного сезону у «Вісбаден». Згодом закінчив тренерську школу у Кельні, працював тренером у двох командах — Боруссія (Нойнкірхен) та «Гомбург». Зараз працює дитячим тренером в Саарбрюкені

## Нагороди
- Чемпіон Болгарії: 1953, 1956, 1968
- Володар Кубка Болгарії: 1956, 1957, 1959.
- Учасник чемпіонату світу 1966 року.